# Ordens, condecorações e medalhas de Israel

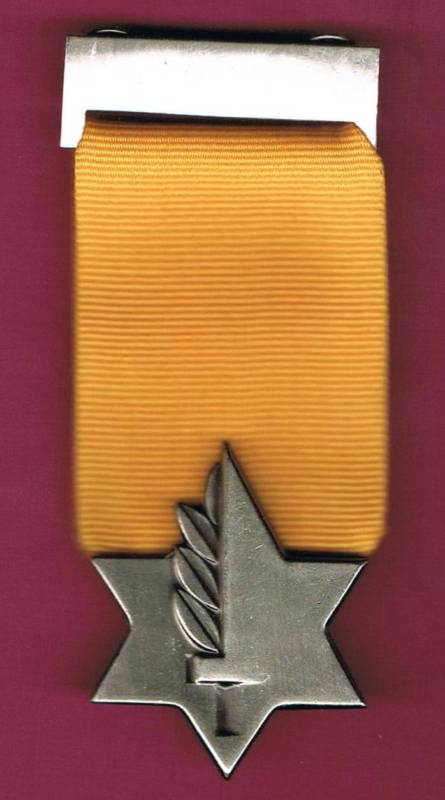
Medalha de Valor de Israel, a mais alta condecoração por coragem.

As ordens, condecorações e medalhas de Israel incluem medalhas, barretas e distintivos, civis e militares, oficiais e não-oficiais. As condecorações militares israelenses são as condecorações concedidas aos soldados das Forças de Defesa de Israel que exibem coragem extraordinária. Suas condecorações consistem na Medalha de Valor (a mais alta condecoração das FDI), a Medalha de Coragem e a Medalha de Serviços Distintos. Também inclui as Citações (Tsalash), que são concedidas em quatro classes.
Dois soldados compartilham o título de soldado mais condecorado das FDI: o Capitão Nechemya Cohen (1943–1967) e o General Ehud Barak (ex-Chefe do Estado-Maior e depois primeiro-ministro).

## Condecorações não-militares
|  | Medalha de Honra Presidencial de Israel |
|  | Justo entre as nações                   |

## Condecorações de bravura
|  | Medalha de Valor                          |
|  | Medalha de Coragem                        |
|  | Medalha de Serviços Distintos             |
|  | Barreta Herói de Israel (1948) (obsoleta) |

## Citações
As citações (Tsalash) são usadas na barretas de campanha quando concedidas em tempos de guerra.
|  | Citação do Chefe do Estado-Maior (Ramatkal) |
|  | Citação do Chefe do Comando Regional (Aluf) |
|  | Citação do Comandante da Divisão            |
|  | Citação do Comandante da Brigada            |

## Barretas de campanha, medalhas e distintivos

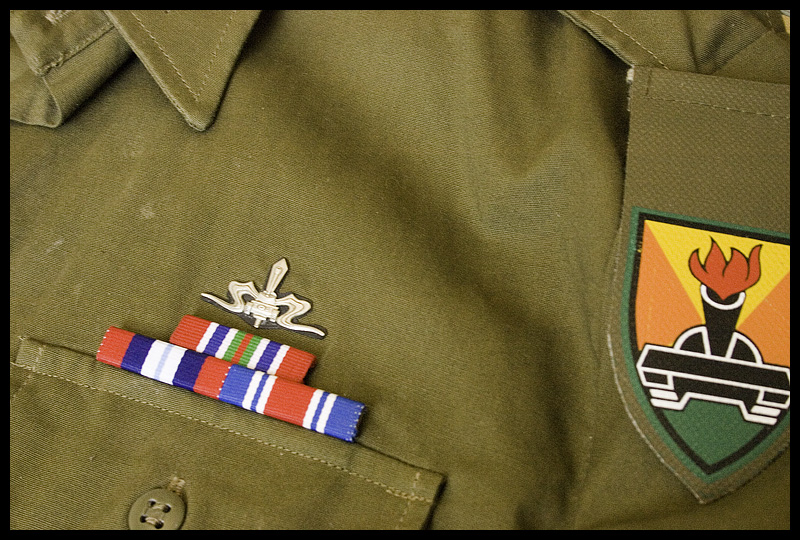
Exemplo de brevê, barretas e insígnia da unidade.

De acordo com o Ministério da Defesa de Israel, "'barretas de campanha' são barretas que comemoram a participação de uma pessoa em guerra, campanha e combate desde o estabelecimento do Estado de Israel até os dias atuais. Essas fitas são concedidas por autorização do governo, a Lei de condecorações das FDI e regulamentos estabelecidos pelo Ministro da Defesa."
|  | Barreta da Guerra de Independência     |
|  | Barreta da Campanha do Sinai           |
|  | Barreta da Guerra dos Seis Dias        |
|  | Barreta da Guerra de Desgaste          |
|  | Barreta da Guerra de Yom Kippur        |
|  | Barreta da Primeira Guerra do Líbano   |
|  | Barreta da Zona de Segurança no Líbano |
|  | Barreta da Segunda Guerra do Líbano    |
|  | Barreta da Operação Margem Protetora   |
|  | Distintivo da Defesa de Jerusalém      |
|  | Medalha Qatamon (1948) (obsoleta)      |

## Prêmios por serviço militar

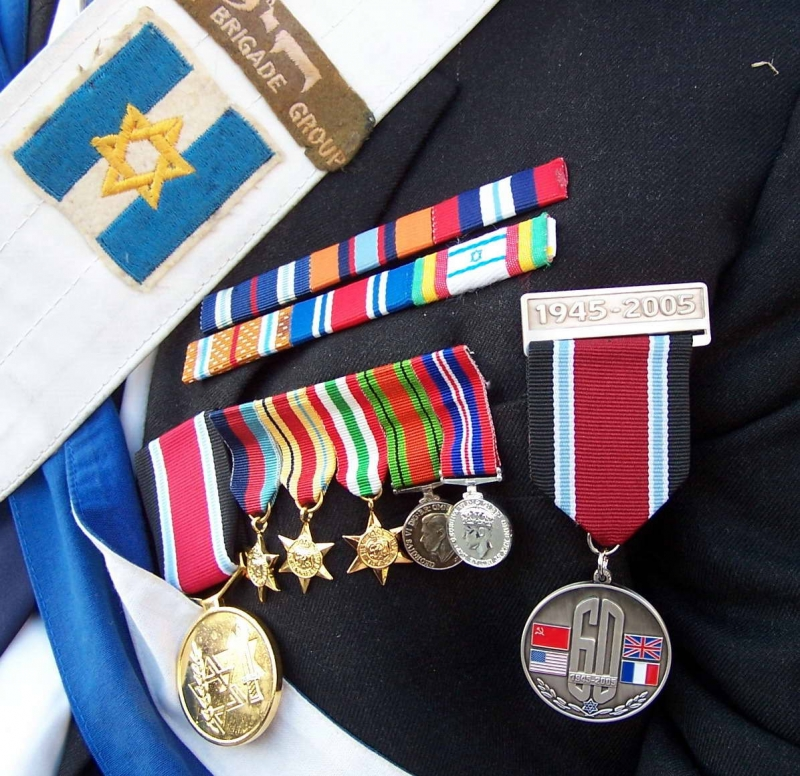
Um veterano israelense com diversas medalhas, incluindo serviço na Brigada Judaica.

De acordo com o Ministério da Defesa de Israel, "'Prêmios por contribuição militar para o estabelecimento do Estado de Israel' e condecorações são concedidos por autorização do governo e de um comitê ministerial para símbolos e cerimônias, com exceção da Barreta do Combatente contra Nazistas, que é concedida de acordo com o regulamento do 'Yad Vashem' na Lei da Memória e do Holocausto e, além disso, pela Lei do 'status da Segunda Guerra Mundial' de 2000."
|  | Barreta do Hashomer                                 |
|  | Barreta do Nili                                     |
|  | Barreta do Voluntário                               |
|  | Barreta do Haganá                                   |
|  | Barreta do Mishmar                                  |
|  | Barreta do Etzel                                    |
|  | Barreta da Medalha do combatente contra os nazistas |
|  | Barreta do Lehi                                     |

## Outras medalhas, prêmios e barretas
|  | Prêmio Eliyahu Golomb de Segurança de Israel (condecoração do lado direito) (maior prêmio possível) |
|  | Condecoração dos Prisioneiros do Mandato (condecoração do lado direito)                             |
|  | Medalha de Apreciação do Chefe do Estado-Maior                                                      |
|  | Medalha de Apreciação do Major-General                                                              |
|  | Medalha de Serviço de Israel                                                                        |
|  | Condecoração dos Guerreiros do Estado (dispositivo de barreta)                                      |